# Migration Assistant
Migration Assistant — утиліта зі складу Mac OS X від компанії Apple Inc., що копіює акаунти користувача, файли, додатки, драйвери факсів та друкарок, мережеві налаштування, та інші налаштування системи та користувача комп'ютерів Macintosh на інший комп'ютер або з резервної копії. Розташована в /Applications/Utilities/Migration Assistant.app